# Mistrzostwa Świata w Narciarstwie Dowolnym 1993
Mistrzostwa świata w narciarstwie dowolnym 1993 były to czwarte mistrzostwa świata w narciarstwie dowolnym. Odbyły się w austriackiej miejscowości Altenmarkt im Pongau, w dniach 11 – 14 marca 1993 r. Zarówno mężczyźni jak i kobiety rywalizowali w tych samych czterech konkurencjach: jeździe po muldach, skokach akrobatycznych, balecie narciarskim oraz kombinacji. Reprezentanci Polski nie startowali.

## Wyniki

### Mężczyźni

#### Jazda po muldach
- Data: 13 marca 1993

| Medal | Zawodnik           | Narodowość |
| ----- | ------------------ | ---------- |
|       | Jean-Luc Brassard  | Kanada     |
|       | Fabien Bertrand    | Francja    |
|       | Olivier Cotte      | Francja    |
| 4     | Paul Costa         | Australia  |
| 5     | Bruno Bertrand     | Francja    |
| 6     | Jörgen Pääjärvi    | Szwecja    |
| 7     | John Smart         | Kanada     |
| 8     | Siergiej Szuplecow | Rosja      |

#### Skoki akrobatyczne
- Data: 14 marca 1993

| Medal | Zawodnik          | Narodowość        |
| ----- | ----------------- | ----------------- |
|       | Philippe LaRoche  | Kanada            |
|       | Richard Cobbing   | Wielka Brytania   |
|       | Jean-Marc Bacquin | Francja           |
| 4     | Alexis Blanc      | Francja           |
| 5     | Trace Worthington | Stany Zjednoczone |
| 6     | Chip Milner       | Stany Zjednoczone |
| 7     | Wasil Warabjou    | Białoruś          |
| 8     | Nicolas Fontaine  | Kanada            |

#### Balet narciarski
- Data: 12 marca 1993

| Medal | Zawodnik          | Narodowość        |
| ----- | ----------------- | ----------------- |
|       | Fabrice Becker    | Francja           |
|       | Rune Kristiansen  | Norwegia          |
|       | Lane Spina        | Stany Zjednoczone |
| 4     | Heini Baumgartner | Szwajcaria        |
| 5     | Roberto Franco    | Włochy            |
| 6     | Steven Roxberg    | Stany Zjednoczone |
| 7     | Armin Weiß        | Niemcy            |
| 8     | Korry Zepik       | Kanada            |

#### Kombinacja
- Data: 11 marca 1993

| Medal | Zawodnik           | Narodowość        |
| ----- | ------------------ | ----------------- |
|       | Siergiej Szuplecow | Rosja             |
|       | Trace Worthington  | Stany Zjednoczone |
|       | Hugo Bonatti       | Austria           |
| 4     | Sergey Brener      | Uzbekistan        |
| 5     | Darcy Downs        | Kanada            |

### Kobiety

#### Jazda po muldach
- Data: 13 marca 1993

| Medal | Zawodnik             | Narodowość        |
| ----- | -------------------- | ----------------- |
|       | Stine Lise Hattestad | Norwegia          |
|       | Petra Moroder        | Włochy            |
|       | Bronwen Thomas       | Kanada            |
| 4     | Tatjana Mittermayer  | Niemcy            |
| 5     | Liz McIntyre         | Stany Zjednoczone |
| 6     | Candice Gilg         | Francja           |
| 7     | Rachel Savitt        | Stany Zjednoczone |
| 8     | Raphaëlle Monod      | Francja           |

#### Skoki akrobatyczne
- Data: 14 marca 1993

| Medal | Zawodnik            | Narodowość        |
| ----- | ------------------- | ----------------- |
|       | Lina Cheryazova     | Uzbekistan        |
|       | Marie Lindgren      | Szwecja           |
|       | Kristean Porter     | Stany Zjednoczone |
| 4     | Nikki Stone         | Stany Zjednoczone |
| 5     | Kennedy Ryan        | Kanada            |
| 6     | Sue Michalski-Cagen | Stany Zjednoczone |
| 7     | Colette Brand       | Szwajcaria        |
| 8     | Jacqui Cooper       | Australia         |

#### Balet narciarski
- Data: 12 marca 1993

| Medal | Zawodnik         | Narodowość        |
| ----- | ---------------- | ----------------- |
|       | Ellen Breen      | Stany Zjednoczone |
|       | Sharon Petzold   | Stany Zjednoczone |
|       | Cathy Féchoz     | Francja           |
| 4     | Annika Johansson | Szwecja           |
| 5     | Julia Snell      | Wielka Brytania   |
| 6     | Jelena Batałowa  | Rosja             |
| 7     | Karen Hunter     | Stany Zjednoczone |
| 8     | Katherina Kubenk | Kanada            |

#### Kombinacja
- Data: 11 marca 1993

| Medal | Zawodnik          | Narodowość        |
| ----- | ----------------- | ----------------- |
|       | Katherina Kubenk  | Kanada            |
|       | Natalja Oriechowa | Rosja             |
|       | Kristean Porter   | Stany Zjednoczone |
| 4     | Maja Schmid       | Szwajcaria        |
| 5     | Jilly Curry       | Wielka Brytania   |

## Klasyfikacja medalowa
| Miejsce | Państwo           |   |   |   | Razem |
| ------- | ----------------- | - | - | - | ----- |
| 1.      | Kanada            | 3 | 0 | 1 | 4     |
| 2.      | Stany Zjednoczone | 1 | 2 | 3 | 6     |
| 3.      | Francja           | 1 | 1 | 3 | 5     |
| 4.      | Norwegia          | 1 | 1 | 0 | 2     |
|         | Rosja             | 1 | 1 | 0 | 2     |
| 6.      | Uzbekistan        | 1 | 0 | 0 | 2     |
| 7.      | Wielka Brytania   | 0 | 1 | 0 | 1     |
|         | Włochy            | 0 | 1 | 0 | 1     |
|         | Szwecja           | 0 | 1 | 0 | 1     |
| 10.     | Austria           | 0 | 0 | 1 | 1     |